# Remy Van Lierde
Remy Van Lierde (ur. 14 sierpnia 1915 w Overboelare, zm. 8 czerwca 1990 w Lessines) – belgijski lotnik, as myśliwski okresu II wojny światowej.

## Życiorys
Urodził się w miejscowości Overboelare w gminie Geraardsbergen we Flandrii Wschodniej. 16 września 1935 wstąpił do Belgijskich Sił Powietrznych (Aviation Militaire Belge). Najpierw szkolił się na obserwatora, a 1 maja 1937 zaczął naukę pilotażu którą ukończył w kwietniu 1938. Otrzymał przydział do III dywizjonu 1 pułku
Lotniczego.
Podczas kampanii belgijskiej, w stopniu sierżanta, wykonywał loty rozpoznawcze na przestarzałych dwupłatowcach Fairey Fox. 16 maja 1940 został zestrzelony przez niemiecką artylerię lotniczą, ranny dostał się do niewoli. We wrześniu 1940 po wyleczeniu z ran opuścił Belgię i przez okupowaną Francję dotarł do Hiszpanii. Został aresztowany za nielegalne przekroczenie granicy i osadzony w obozie Miranda de Ebro. Po udanej ucieczce, 22 lipca 1941 przybył do Anglii.
Po przesłuchaniu przez MI5, 5 września  wstąpił do Royal Air Force. Kolejne trzy miesiące spędził w 57 Operational Training Unit w Hawarden. 6 stycznia 1942 został przydzielony do 609 dywizjonu w stopniu podporucznika (pilot officer). 2 czerwca 1942 uszkodził Dornier Do 217 nad Skegness (leciał samolotem Spitfire MkVb). Jeszcze w 1942 awansował na porucznika (flying officer).
Van Lierde osiągnął swoje pierwsze zwycięstwo 20 stycznia 1943, lecąc myśliwcem Typhoon Ib, strącił messerschmitta Bf 109 nad południowym wybrzeżem Anglii. 26 marca zestrzelił nad Belgią Ju 52 co zostało potwierdzone przez lokalnych mieszkańców, między innymi przez żonę Van Lierdego która po wojnie go zaskoczyła pokazując mu w ogrodzie części zestrzelonego samolotu. 14 maja 1943, jako pierwszy pilot, zrzucił bomby z Typhoona[potrzebne źródło], a w drodze powrotnej strącił He 111. 30 lipca zestrzelił Bf 109 a 5 października Ju 88 oraz zniszczył jeden samolot na ziemi. Ostatnie zwycięstwo uzyskał 30 listopada 1943 nad Me 110.
We wrześniu 1943 otrzymał awans na kapitana (flight lieutenant) a 22 grudnia został przydzielony do Central Gunnery School (Centralna Szkoła Strzelania) w Sutton Bridge. Do latania bojowego powrócił 7 lutego 1944. 27 kwietnia został przeniesiony do 3 dywizjonu wyposażonego w myśliwce Tempest Mk V, 20 sierpnia, w stopniu majora (squadron leader), objął dowództwo 164 dywizjonu którego zadaniem była walka z bombami latającymi V-1. Van Lierde zestrzelił 44 bomby latające indywidualnie i 9 kolejnych zespołowo co czyni go drugim najskuteczniejszym pilotem w walce z V-1 (po Josephie Berrym). Od maja 1945 służył w 84 Group Support Unit jako belgijski oficer łącznikowy, następnie w sztabie Second Tactical Air Force.
W sierpniu 1945 został dowódcą 350 belgijskiego dywizjonu RAF wyposażonego w spitfire'y, w październiku 1946 jego jednostka została włączona w skład Belgijskich Sił Powietrznych. W czerwcu 1946 objął dowództwo 1 belgijskiego skrzydła myśliwskiego (1st Fighter Wing) w składzie dwóch dywizjonów (349 i 350) stacjonującego w Beauvechain. Od października 1947 do listopada 1950 pełnił funkcję szefa biura operacyjnego, studiując w 1948 w szkole sztabu RAF. Dowodził bazą lotniczą w Chièvres a od 1 grudnia 1950 7 skrzydłem myśliwskim. W 1953 został powołany do Grupy Operacyjnej Szefów Sztabów, we wrześniu 1953 został mianowany doradcą byłego króla Leopolda III. We wrześniu 1954 awansował na podpułkownika, dwa lata później został zastępcą szefa sztabu ministra obrony. We wrześniu 1958 otrzymał promocję na stopień pułkownika.
W listopadzie 1958 przyleciał z kapitanem Yves'em Bodartem do bazy Dunsfold w Anglii na loty próbne odrzutowca Hawker Hunter podczas których jako jeden z pierwszych Belgów przekroczył barierę dźwięku. Od 1959 dowodził bazą w Kaminie w Kongu Belgijskim, po powrocie do Belgii ponownie dowodził 7 skrzydłem myśliwskim oraz bazą w Chièvres. 1 stycznia 1968 przeszedł na emeryturę.
Remy Van Lierde zmarł w Lessines (Walonia) 8 czerwca 1990.

## Zestrzelenia

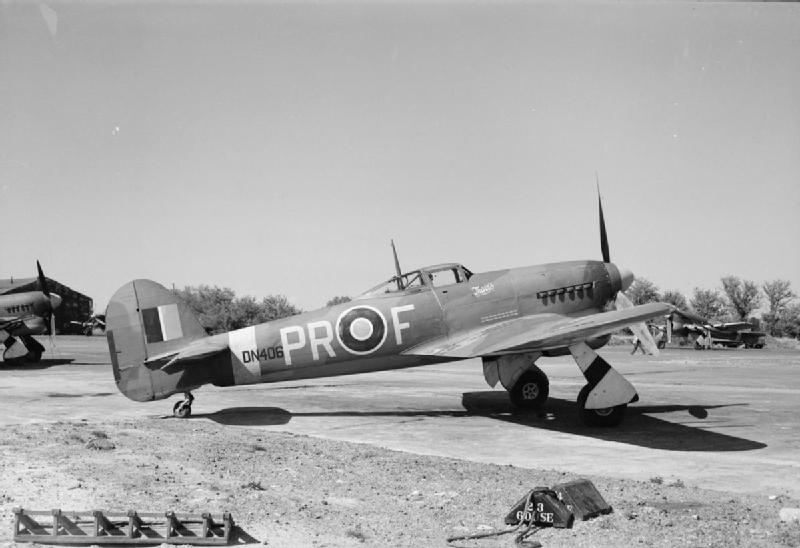
Typhoon z 609 dywizjonu RAF

| Data                | Zestrzeleń  | Typ                         |
| ------------------- | ----------- | --------------------------- |
| 2 czerwca 1942      | 1           | Dornier Do 217 (uszkodzony) |
| 20 stycznia 1943    | 1           | Messerschmitt Bf 109        |
| 26 marca 1943       | 1           | Junkers Ju 52               |
| 14 maja 1943        | 1           | He 111                      |
| 30 lipca 1943       | 1           | Messerschmitt Bf 109        |
| 5 października 1943 | 1           | Ju 88                       |
| 30 listopada 1943   | 1           | Me 110                      |
| Suma                | 6 + 1 uszk. |                             |